# قضاء ماوت
قضاء ماوت هو أحد أقضية محافظة السليمانية الخمسة عشر في العراق. بلدتها الرئيسية ماوت.

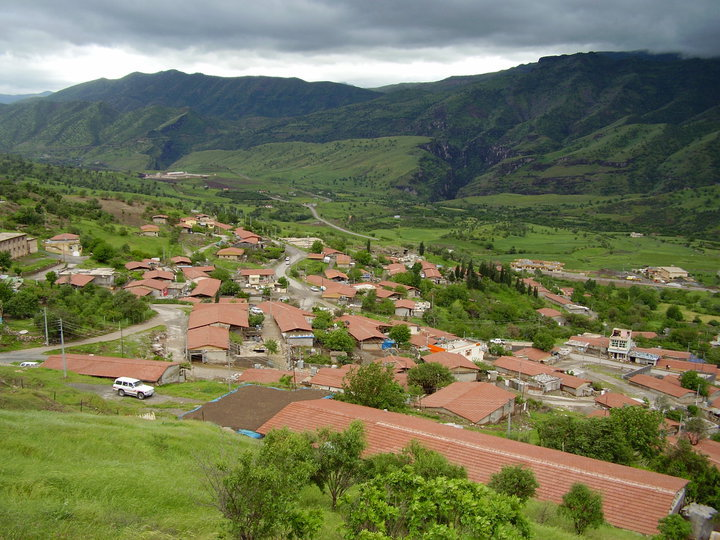
بلدة ماوت